# مايكل فيلبس

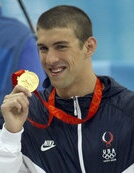
مايكل فيلبس يحمل الميدالية الذهبية خلال دورة الألعاب الصيفية في بكين 2008

مايكل فرِد فيلبس واسمه الكامل (بالإنجليزية: Michael Fred Phelps)‏ هو سباح أمريكي من مواليد 30 حزيران 1985م في بالتيمور صاحب الرقم القياسي في عدد الميداليات الذهبية الأولمبية التي حملها حيث حصل حتى الآن على 28 ميدالية أولمبية منها 23 ميدالية ذهبية وثلاث فضيات، وبرونزيتين.

## المولد والنشأة
وُلد السباح الأمريكي مايكل فريد فيلبس في اليوم الثلاثين من شهر يونيو لعام 1985م في مدينة “بالتيمور” التي تقع بالولايات المتحدة الأمريكية، عاش مايكل فيلبس حياة مأساوية ربما أكثر من أي رياضي آخر، فقد كان يعاني أسوأ معاملة سواء من مدرسيه أو أصدقائه الطلاب، فقد كان الطلاب يسخرون منه لأنهم كانوا يرونه الشخص صاحب الملامح غريبة الأطوار، بالإضافة إلى ذلك كان فيلبس يكره المدرسة ليس لسبب الإهانة المستمرة ولكن بسبب عدم قدرته على الحصول على علامات مرتفعة في مواده الدراسية، اختلطت الأمور عليه وزادت المشاكل لطفل مازال صغيراً الأمر الذي أصابه بمرض نفسي وجسدي دفع والدته للذهاب به إلى أحد الأطباء النفسيين والذي نصحها بأن تجعله يمارس الرياضة يومياً وبدأ بالفعل فيلبس بممارسة الرياضة خاصة رياضة السباحة ليخلق من نفسه بطلاُ أسطورياً جديداً في الألعاب الأوليمبية.

## الميداليات التي حصل عليها
وفيما يلي قائمة الميداليات التي تُوّج بها فيلبس من أولمبياد أثينا 2004 وحتى أولمبياد ريو دي جانيرو 2016:
أولمبياد أثينا 2004: حصد فيلبس ست ميداليات ذهبية وبرونزيتين، وكانت الميداليات الذهبية في سباقات 100 متر فراشة و200 متر فراشة و200 متر فردي متنوع و400 متر فردي متنوع و400 متر فردي متنوع و4 × 200 متر تتابع حر و4 × 100 متر فردي متنوع، بينما حصد البرونزيتين في سباقي 200 متر حرة و4 × 100 متر تتابع حر.
أولمبياد بكين 2008: حصد فيلبس ثماني ذهبيات وكانت في سباقات 200 متر حرة و100 متر فراشة و200 متر فراشة و200 متر فردي متنوع و400 متر فردي متنوع و4 × 100 تتابع حر و4 × 200 متر تتابع حر و4 × 100 متر فردي متنوع.
أولمبياد لندن 2012: حصد فيلبس أربع ذهبيات وفضيتين وكانت الذهبيات في سباقات 100 متر فراشة و200 متر فردي متنوع و4 × 200 متر تتابع حر و4 × 100 متر فردي متنوع، بينما كانت الفضيتان في سباقي 200 متر فراشة و4 × 100 متر تتابع حر.
أولمبياد ريو دي جانيرو 2016: حصد فيلبس خمس ذهبيات وفضية، وجاءت الذهبيات في سباقات 200 متر فراشة و4 × 100 متر تتابع حر و200 متر فردي متنوع و4 × 200 متر تتابع حر و4 × 100 تتابع متنوع بينما جاءت الفضية في سباق 100 متر فراشة.

### توزيع الميداليات التي حصل عليها مايكل فيليبس في الأولمبياد
يعد السباح الأمريكي مايكل فيلبس أبرز رياضي أولمبي في التاريخ، بعدما أضاف المزيد إلى قائمة إنجازاته عندما تُوّج بخمس ميداليات ذهبية جديدة وفضية واحدة خلال أولمبياد ريو دي جانيرو 2016، التي تشكل آخر مشاركة أولمبية بالنسبة له، ليرفع رصيده إلى 23 ذهبية و28 ميدالية أولمبية بشكل عام.
وفيما يلي قائمة الميداليات التي توج بها فيلبس من أولمبياد أثينا 2004 وحتى الأولمبياد الحالي المقام في ريو دي جانيرو،
علما بأنه بدأ مشاركاته في الدورات الأولمبية بنسخة 2000 في سيدني وكان في الخامسة عشر من عمره آنذاك ولم يحصد أي ميدالية قبل أن يبدأ حصاده الذهبي في أولمبياد أثينا 2004 بخلاف ما أحرزه من ألقاب وميداليات على مدار مسيرته في مختلف البطولات التي شارك فيها.
أولمبياد أثينا 2004:
حصد فيلبس ست ميداليات ذهبية وبرونزيتين، وكانت الميداليات الذهبية في سباقات 100 متر فراشة و200 متر فراشة و200 متر فردي متنوع و400 متر فردي متنوع و400 متر فردي متنوع و4 × 200 متر تتابع حر و4 × 100 متر فردي متنوع، بينما حصد البرونزيتين في سباقي 200 متر حرة و4 × 100 متر تتابع حر.
أولمبياد بكين 2008:
حصد فيلبس ثماني ذهبيات وكانت في سباقات 200 متر حرة و100 متر فراشة و200 متر فراشة و200 متر فردي متنوع و400 متر فردي متنوع و4 × 100 تتابع حر و4 × 200 متر تتابع حر و4 × 100 متر فردي متنوع .
أولمبياد لندن 2012:
حصد فيلبس أربع ذهبيات وفضيتين وكانت الذهبيات في سباقات 100 متر فراشة و200 متر فردي متنوع و4 × 200 متر تتابع حر و4 × 100 متر فردي متنوع، بينما كانت الفضيتان في سباقي 200 متر فراشة و4 × 100 متر تتابع حر.
أولمبياد ريو دي جانيرو 2016:
حصد فيلبس خمس ذهبيات وفضية، وجاءت الذهبيات في سباقات 200 متر فراشة و4 × 100 متر تتابع حر و200 متر فردي متنوع و4 × 200 متر تتابع حر و4 × 100 تتابع متنوع بينما جاءت الفضية في سباق 100 متر فراشة.
وبهذا يكون قد كسر الرقم القياسي المسجل باسم مواطنه سبيتز في الحصول على أعلى عدد من الذهب في بطولة واحدة والرقم القياسي في عدد الميداليات في كل الألعاب الأولمبية متفوقاً على لاريسا لاتينينا. ويضاف إلى هذا حصوله على العديد من المراكز الأولى خلال مناسبات رياضية عديدة حول العالم.
من أقوال فيليبس: «أعتقد أنه لا يوجد مستحيل فقط الإنسان يحتاج إلى خيال واسع وإرادة من حديد».
بعد الأولمبياد وصلت عروض الإعلانات إلى حوالي 30 مليون دولار أمريكي.
و قد أعلن أنه لن يخوض سباقات أخرى طويلة، وأنه يطمح إلى منافسة الفرنسي برنار في سباق 100 متر حرة التي لم يشارك فيها، وأعلن أنه سيعتزل في 2012 بعد أولمبياد لندن، لكنه شارك في أولمبياد ريو 2016 ليزيد من حصيلته في الميداليات الأولمبية ويذكر أنه فاز بسباق 100 متر فراشة بفارق 1 من مائة جزء من الثانية أمام الصربي كارج.
يعاني مايكل فيليبس من اعتلال الحركة الزائدة.

## روابط خارجية
- مايكل فيلبس على موقع IMDb (الإنجليزية)
- مايكل فيلبس على موقع الموسوعة البريطانية (الإنجليزية)
- مايكل فيلبس على موقع إن إن دي بي (الإنجليزية)
- مايكل فيلبس على موقع قاعدة بيانات الفيلم (الإنجليزية)
- مايكل فيلبس على موقع الاتحاد الدولي للسباحة (الإنجليزية)
- مايكل فيلبس على موقع SwimRankings.net (الإنجليزية)
- مايكل فيلبس على موقع اللجنة الأولمبية الدولية (الإنجليزية)
- مايكل فيلبس على موقع أوليمبيديا (الإنجليزية)
- مايكل فيلبس على موقع اللجنة الأولمبية والبارالمبية الأمريكية (الإنجليزية)